# Кардин (Оклахома)
Кардин (енгл. Cardin) град је у америчкој савезној држави Оклахома.

## Демографија
По попису из 2010. године број становника је 3, што је 147 (-98,0%) становника мање него 2000. године.
| Група             | 2000.       | 2010.      |
| Белци             | 125 (83,3%) | 3 (100,0%) |
| Афроамериканци    | 0 (0,0%)    | 0 (0,0%)   |
| Азијати           | 0 (0,0%)    | 0 (0,0%)   |
| Хиспаноамериканци | 0 (0,0%)    | 0 (0,0%)   |
| Укупно            | 150         | 3          |